# 薩拉齊戰鬥
薩拉齊戰鬥發生於1939年12月9日－27日，地點則是在中國綏中一帶（萨拉齐县境，今包头市区部分及土默特旗）。是抗日戰爭主要戰鬥之一，交戰一方為中華民國國民革命軍，另一方則為日軍。